# Тирельєри
Тирельєри (фр. Tirailleurs) — легкі війська, що діяли в розсипному строю. Під час перших воєн Французької республіки перед фронтом армії викликалися мисливці для розслідування місцевості або успішнішого обстрілювання противника. Вони й отримали вперше назву тірелерів. У російському статуті про стройову піхотну службу (при 3-шеренговому ладі) тирельєри називалися застрельщиками і містилися в 3-й шерензі; із запровадженням 2-шеренгового ладу (1856) їх почали називати стрілками.

## Історія
На відміну від іншої піхоти з гладкоствольними рушницями, тирельєри озброювалися нарізними штуцерами та мали полегшене спорядження. У бою діяли розсипним строєм, ведучи прицільний вогонь по супротивнику, готуючи атаку лінійної піхоти. 
У XIX столітті перетворилися на один з різновидів колоніальних військ Франції. В Африканській армії, що дислокувалася в Північній Африці, були:
- Алжирські тирельєри;
- Марокканські тирельєри;
- Туніські тирельєри.

На південь від Сахари були:
- сенегальські тирельєри;
- Мальгаські тирелери;
- Тирельєри Сомалі.

## Наш час
У Французькій армії зберігся 1-й полк тірелерів в Епіналі, у складі 7-ї бронетанкової бригади, основне ОВТ якого колісні БМП VBCI і ПТРК Milan, ERYX.